# Smoljan

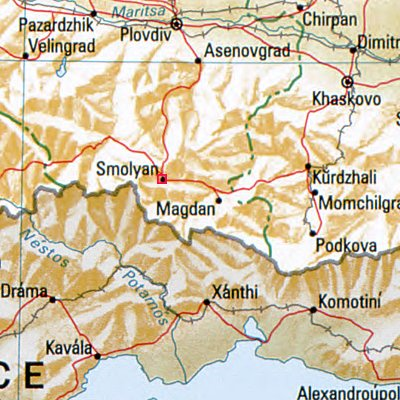
Smolyan (rotes Viereck) – Bulgarien – Nachbarorte: Madan, Kardschali, Momtschilgrad, Podkowa, Chaskowo, Assenowgrad, Plowdiw, Pasardschik, Welingrad, Xanthi, Komotini, Kavala

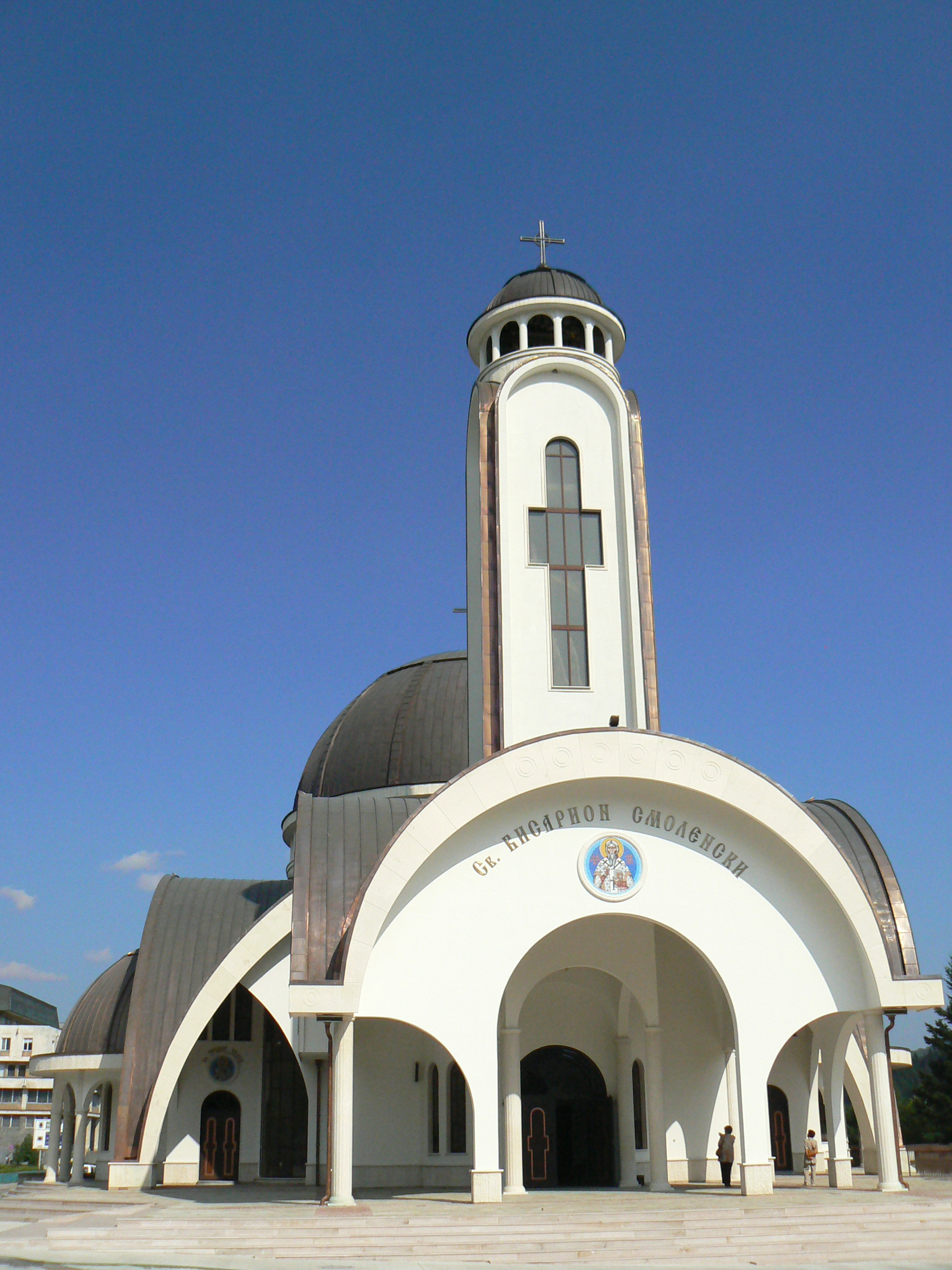
Die neue Kathedrale der Stadt – Wissarion Smolenski

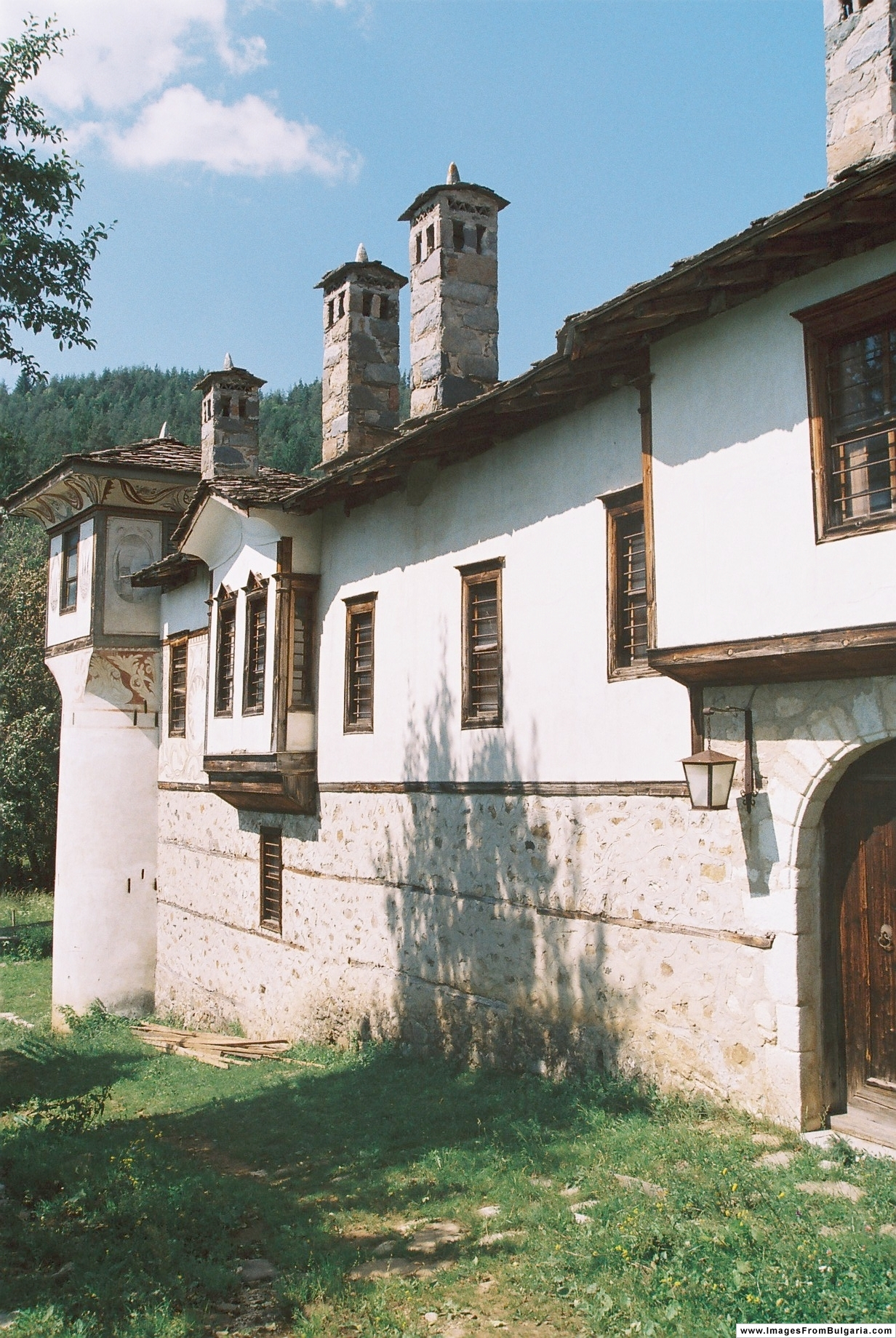
Siedlung Mogila heute

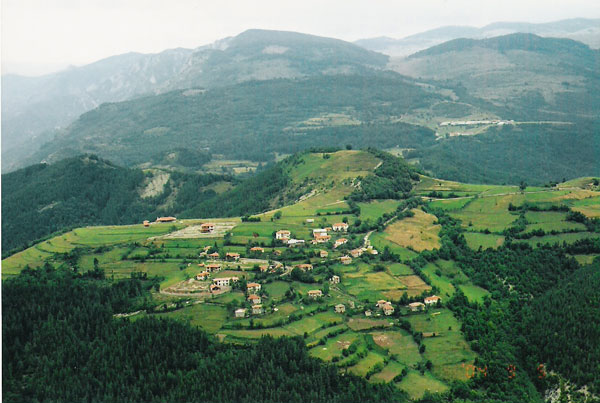
Das Rhodopengebirge

Smoljan [ˈsmɔljɐn], Schreibweise auch Smolyan (bulgarisch Смолян, türkisch Paşmaklı oder Ahiçelebi) ist eine Stadt im Süden Bulgariens. Die Stadt ist Verwaltungssitz der Oblast Smoljan und der Gemeinde Smoljan. Die Stadt liegt in einer Höhe von 999 bis 1050 m. Sie liegt im Tal der Flüsse Tscherna („Schwarze“) und Bjala („Weiße“) im Rhodopen-Gebirge, etwas südlich der Skiorte Pamporowo und Tschepelare.

## Geschichte
Nach archäologischen Ausgrabungen wurde das Gebiet um Smoljan im 2. Jahrtausend v. Chr. besiedelt. Es erhielt seinen Namen von dem slawischen Volk der Smoljanen, das sich im 7. Jahrhundert n. Chr. in der Gegend niederließ. Der slawische Name der Siedlung war Eserowo. Zu anderen Zeiten hieß die Siedlung Aetos, Acha-Tschelebi (bulg. Ахъ-Челеби), und Paschmakli (türkisch: Paşmaklı).
Nach Herodot waren die Rhodopen, in denen auch Smoljan liegt, um 3000 bis 2500 v. Chr. von den Thrakern besiedelt. Philostratos beschreibt Res, den mythologischen Helden aus den Rhodopen, den Sohn von Euterpe, der bei Aetos lebte und mit seinem Reitertrupp am Trojanischen Krieg teilgenommen hat. Den gleichen Res beschrieb Homer, indem er in der Ilias Dolon sagen ließ: „Ich sehe seine Pferde, die schönsten und die größten, weißer als der Schnee, schnellfüßig wie der Wirbelwind“.
Im Mittelalter Teil des Byzantinischen und Bulgarischen Reichs, wurde es im 14. Jahrhundert mit der restlichen Region der Rhodopen vom bulgarischen Grafen Momtschil beherrscht, bevor das Osmanische Reich das Land unterwarf. Fünf Jahrhunderte lang blieb Smoljan unter osmanischer Herrschaft.
1912 wurde die Gegend im Rahmen des Ersten Balkankriegs vom 21. Regiment Sredna Gora unter Vladimir Serafimov eingenommen.
1936 wurden archäologische Grabungen oberhalb von Smoljan durchgeführt, neben den erhalten gebliebenen Ruinen der Festung Aetos. Dabei wurden Festungsmauern aus Stein und Mörtel entdeckt, die fast zwei Meter dick waren, sowie die alte slawische Siedlung Mogila (bulg. Могила).
Die moderne Stadt Smoljan entstand im Jahr 1960 aus den drei historischen Dörfern Ustowo, Rajkowo und Eserowo. Das Dorf Eserowo lag oberhalb der Smoljan-Seen, Rajkowo war ein Handwerkszentrum und Ustowo ein Zentrum der Händler. Die Stadtgründung war eine Maßnahme im Rahmen der Raumordnungspolitik mit dem Ziel, in dem abgelegenen und verkehrsmäßig wenig erschlossenen Gebiet des Rhodopen-Gebirges, in dem es ansonsten nur Dörfer und sehr kleine Städte gibt, ein regionales Oberzentrum einzurichten. Groß dimensionierte (heute teilweise leer stehende) Verwaltungsgebäude und Wohnblocks zeugen von dieser Zielsetzung. Wegen der bis heute schwachen wirtschaftlichen Basis in dem Gebiet kann sie nicht als erfolgreich bezeichnet werden.
Seit 1997 ist die Stadt Namensgeber für den Smolyan Point, eine Landspitze der Livingston-Insel in der Antarktis.

## Wirtschaft
Das Gebiet von Smoljan ist wirtschaftlich – auch für bulgarische Verhältnisse – wenig entwickelt. Fremdenverkehr und Holzverarbeitung sind die wichtigsten Wirtschaftszweige. Am Ort besteht seit 2010 ein deutsch-bulgarisches Ausbildungszentrum für Berufe in diesen Branchen.

## Kultur und Sehenswürdigkeiten
Dank seiner günstigen Lage auf dem Berg Roschen ist das Bulgarische Nationale Astronomische Observatorium in der Nähe gelegen und unterhält ein Planetarium im Stadtzentrum. Es gibt ein Theater und eine Gruppe städtischer Theaterschaffender, die unter dem Namen Internationales Theaterkollektiv Rhodopen organisiert sind.
- Historisches Museum (Seit 1935 gibt es ein regionalgeschichtliches Museum.)
- die Höhle Uchlowiza (bulg. пещера Ухловица)
- die Kirchen
  - Sweti Georgi
  - Sweta Bogorodiza
  - Sweti Teodor Statilat
  - Sweti Wissarion Smolenski

Die größte Kirche Südbulgariens, die Kathedrale des Heiligen Wissarion, wurde im Juli 2006 im Stadtzentrum eingeweiht.
- Häuser aus der Zeit der Bulgarischen Wiedergeburt,
- Kunstgalerie,
- der Amtssitz des osmanischen Verwalters: Konak des Ali-Bej (bulg. Али-Бейският конак),
- die Geschäftsstraße der Kupferhändler (bulg. медникарската чаршия).

Der Aufbau des neuen Stadtzentrums wurde 1983 durchgeführt.

## Gemeinde Smoljan
Smoljan ist auch Sitz einer gleichnamigen Gemeinde (община/obschtina), die wiederum ein Teil der Oblast Smoljan ist und neben der Stadt Smoljan die folgenden 80 Dörfer umfasst:
- Aligowska
- Arda
- Belew Dol
- Biljanska
- Borikowo
- Bostina
- Bukata
- Bukazite
- Chassowiza
- Dimowo
- Dunewo
- Elenska
- Eljowo
- Fatowo
- Gabriza
- Gela
- Gorna Arda
- Gorowo
- Gosdewiza
- Gradat
- Gudewiza
- Isjowzi
- Katraniza
- Kiselitschewo
- Kokorkowo
- Koschniza
- Kremene
- Kukuwiza
- Kutela
- Laka
- Lewotschewo
- Lipez
- Ljulka
- Milkowo
- Mogiliza
- Momtschilowzi
- Mugla
- Nadarzi
- Oreschiza
- Ostri Paslak
- Peschtera
- Petkowo
- Pisaniza
- Podwis
- Polkownik Serafimowo
- Poprelka
- Potoka
- Reka
- Retschani
- Rowina
- Saewite
- Sarnino
- Schiroka Laka
- Selischte
- Siwino
- Slawejno
- Smiewo
- Smiljan
- Sokolowzi
- Solischta
- Sredok
- Stikal
- Stojkite
- Strascha
- Taran
- Tikale
- Trebischte
- Tschamla
- Tschepleten
- Tschereschkite
- Tschereschowo
- Tschereschowska Reka
- Tschokmanowo
- Tschutschur
- Turjan
- Uchlowiza
- Waltschan
- Warbowo
- Wiewo
- Wlachowo

## Söhne und Töchter der Stadt
- Sofia Tchernev (* 1967), Schauspielerin
- Antoaneta Frenkewa (* 1971), Schwimmerin
- Rajtscho Wassilew (* 1975), Stuntman und Schauspieler
- Welitschko Tscholakow (1982–2017), Gewichtheber
- Milka Manewa (* 1985), Gewichtheberin
- Assenka Chadschiewa (* 1988), Biathletin
- Stefan Stantschew (* 1989), Fußballspieler
- Radoslaw Jankow (* 1990), Snowboarder
- Silwana Tschauschewa (* 1995), Volleyballspielerin